# عرمون (نبطية)
مزرعة عرمون هي إحدى المزارع اللبنانية من قرى قضاء النبطية في محافظة النبطية.